# 山形県道29号尾花沢関山線
山形県道29号尾花沢関山線（やまがたけんどう29ごう おばなざわせきやません）は、山形県尾花沢市から東根市に至る県道（主要地方道）である。

## 概要
東根市東郷地内からは月山や葉山が眺望でき、この区間は別名月山眺望ラインと言われている。東根市中心部から東根市関山へは最上、北村山地区から東北の中心都市仙台市への最短ルートとなっている。
主要県道ではあるが、背炙峠付近は狭隘区間になっており、大型車が通行禁止となっているうえ、冬季間は通行止めになる。

### 路線データ
- 陸上距離：34.0km[1][出典無効]
- 起点：尾花沢市鶴巻田（国道347号交点）
- 終点：東根市関山（国道48号交点）

## 歴史
- 1993年（平成5年）5月11日 - 建設省から、県道尾花沢関山線が尾花沢関山線として主要地方道に指定される[2]。

## 路線状況

### 名称・愛称
- 東根街道（東根市内）

### 重複区間
- 山形県道301号鶴子尾花沢線（尾花沢市六沢 - 尾花沢市延沢間）
- 山形県道120号東根尾花沢線（村山市楯岡鶴ケ町（湯沢沼交差点） - 村山市楯岡新町間）
- 山形県道304号中島新田楯岡線（東根市東根 - 本丸南3丁目間）

### 橋梁
- 日塔橋（東根市、日塔川）
- 鵲橋（東根市、白水川）

### トンネル、峠など
- 常盤トンネル
- 背あぶり峠

### 冬期閉鎖区間・大型車通行禁止区間
- 山形県尾花沢市畑沢 - 山形県村山市たも山間（通称：背炙峠）

## 地理

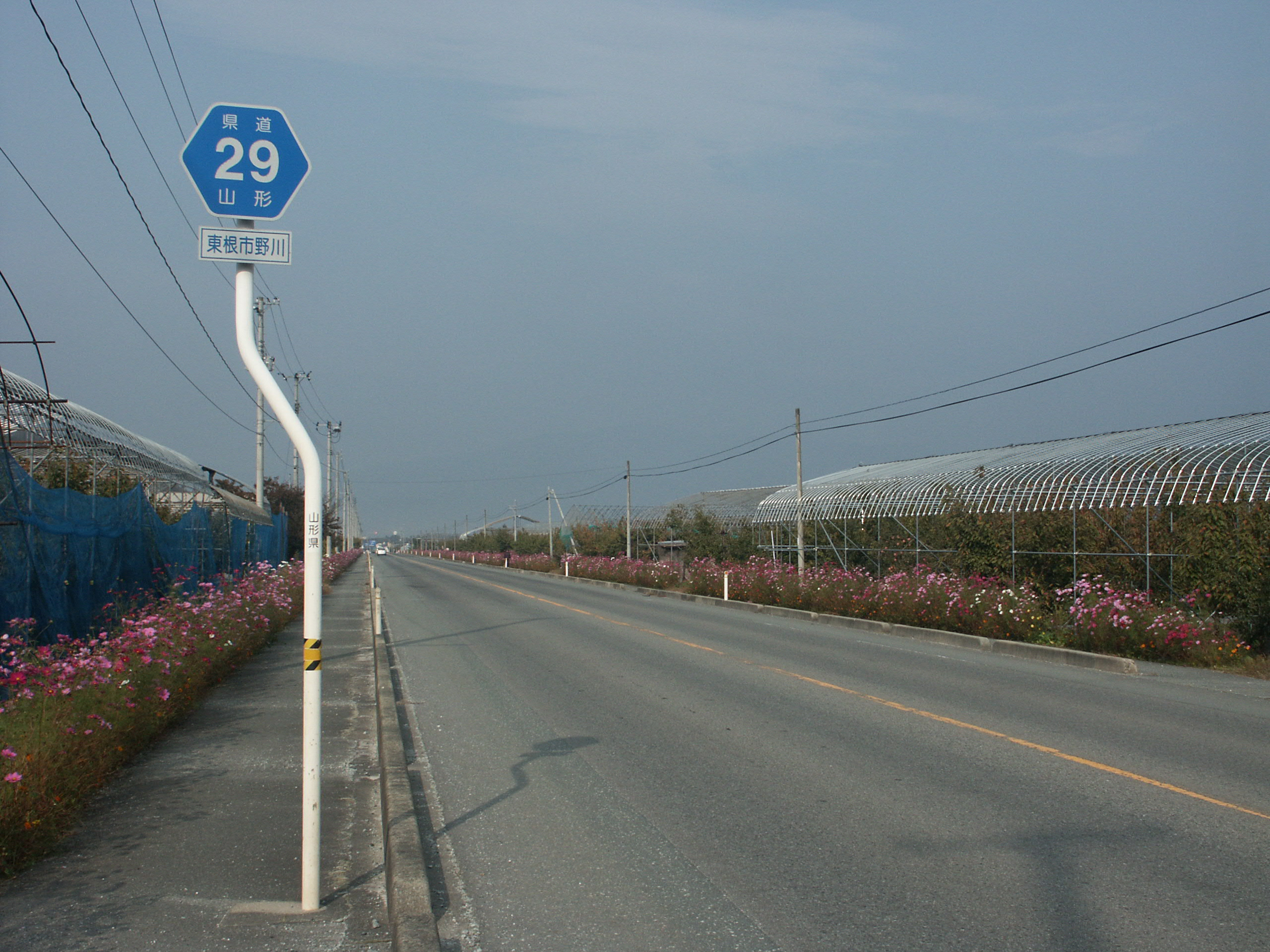
東根市野川付近

### 通過する自治体
- 尾花沢市
- 村山市
- 東根市

### 交差する道路
- 国道347号（尾花沢市鶴巻田）
- 山形県道188号銀山温泉線（尾花沢市下柳渡戸）
- 山形県道301号鶴子尾花沢線（尾花沢市六沢 - 延沢）
- 山形県道120号東根尾花沢線（村山市楯岡鶴ケ町1丁目（湯沢沼交差点） - 楯岡新町1丁目）
- 山形県道25号寒河江村山線（村山市楯岡晦日町）
- 山形県道294号大久保村山停車場線
- 山形県道304号中島新田楯岡線（村山市楯岡新町1丁目、東根市東根 - 本丸南3丁目）
- 山形県道295号東根停車場線（東根市三日町）
- 山形県道122号東根大森工業団地線（東根市東根）
- 山形県道298号野川行沢線（東根市野川）
- 国道48号（東根市関山）

## 沿道の施設など
- 延沢城址
- 東根温泉
- 三島けやき
村山市楯岡付近の県道29号尾花沢関山線（旧羽州街道）沿いにある1本のケヤキ。1879年（明治11年）、初代山形県令三島通庸が行った県内の道路計画で、切通し開削工事として直線道路を整備した際に岩山を切り取ったため、残された岩の一部に張り付くように肥大化した根が特徴的な樹形をしている[3]。